# Johanneskerk (Diepenheim)
De Johanneskerk is een monumentaal gebouw aan de Grotestraat 1 in de Overijsselse plaats Diepenheim.

## Beschrijving
Oorspronkelijk werd er bij de burcht van Diepenheim een slotkapel gebouwd. Deze kapel zou reeds in de 12e eeuw zijn gebouwd. Nadat Diepenheim in de 13e eeuw een zelfstandige parochie werd kreeg de kerk de status van parochiekerk en werd gewijd aan Johannes, de evangelist. Rond 1500 werd er een gotische kerk op deze plaats gebouwd. Na de reformatie kwam de kerk in protestantse handen. In 1677 stortte de kerk, mogelijk ten gevolge van oorlogshandelingen, in. De herbouw vond twee jaar later plaats. Delen van de oorspronkelijke kerk zijn waarschijnlijk, volgens Stenvert, nog terug te vinden in de westelijke sluitmuur en in de toren.
In het interieur bevinden zich de herenbanken voor de eigenaren van de in de buurt van Diepenheim gelegen havezaten, te weten huis Diepenheim, Nijenhuis, Westerflier (samen met Weldam) en Peckedam. De vijfde bank in de kerk is de zogenaamde regeringsbank voor de stadsbestuurders van Diepenheim. De zesde bank is de ouderlingenbank bestemd voor deze kerkelijke functinarissen. Deze banken dateren uit de 17e en de 18e eeuw. De kansel dateert uit 1690. In de kerk bevinden zich nog enkele voorwerpen uit de oorspronkelijke rooms-katholieke kerk, zoals een kruis. De offerkist dateert uit de 15e eeuw. In de toren bevinden zich klokken uit respectievelijk 1366, 1679 en 1760. De laatstgenoemde klok is gegoten door Christ Vogt.
De gemeente Hof van Twente is eigenaar van de kerktoren. De kerk zelf is in het bezit van de Protestantse Gemeente Diepenheim.

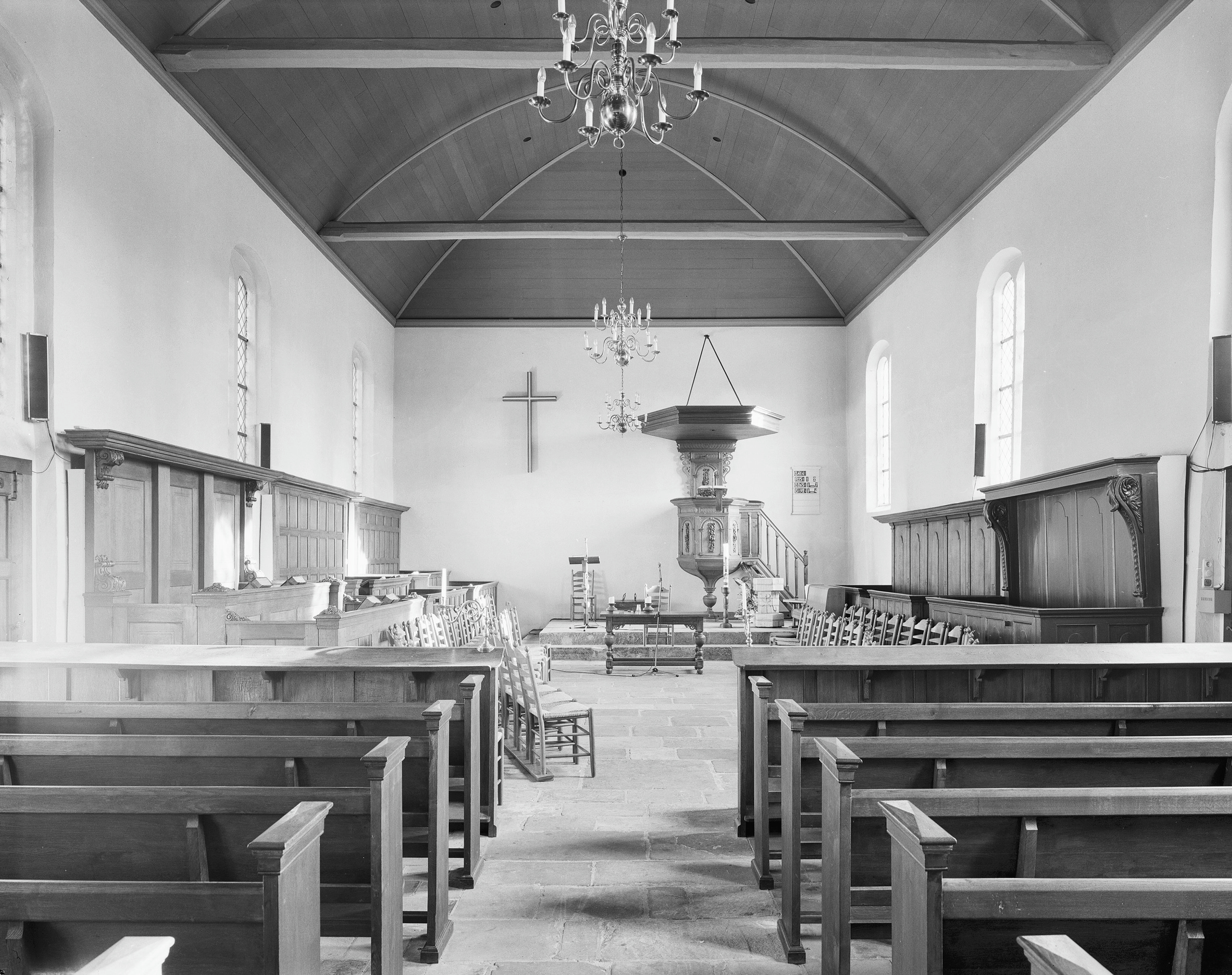
Interieur van de Johanneskerk van Diepenheim anno 1997